# Corine Dorland
Corine Dorland (nascida em 30 de junho de 1973) é uma ex-ciclista de montanha holandesa que representou os Países Baixos nos Jogos Olímpicos de Verão de 2000, terminando em 17º na prova de cross-country feminino.
Por também ter competido no BMX, ela ganhou o apelido de "A rainha de BMX".